# Vachellia aroma
Vachellia aroma es un pequeño árbol espinoso de la familia Fabaceae.
Si bien algunas fuentes tratan a Vachellia macracantha Humb. & Bonpl. ex Willd. como sinónimo de Acacia aroma, análisis genéticos de las dos especies demostraron que son diferentes, pero de relación estrecha.

## Nombres comunes
- Tusca, aromita, aromo negro, cupechicho,

## Distribución
Es nativo de Argentina, Bolivia, Paraguay, Chile y Perú. 
Cuenta con dos variedades. Vachellia aroma var. huarango restringida al desierto costero de Perú. Acacia aroma var. aroma es propia del Gran Chaco y algunas zonas del Espinal argentino.

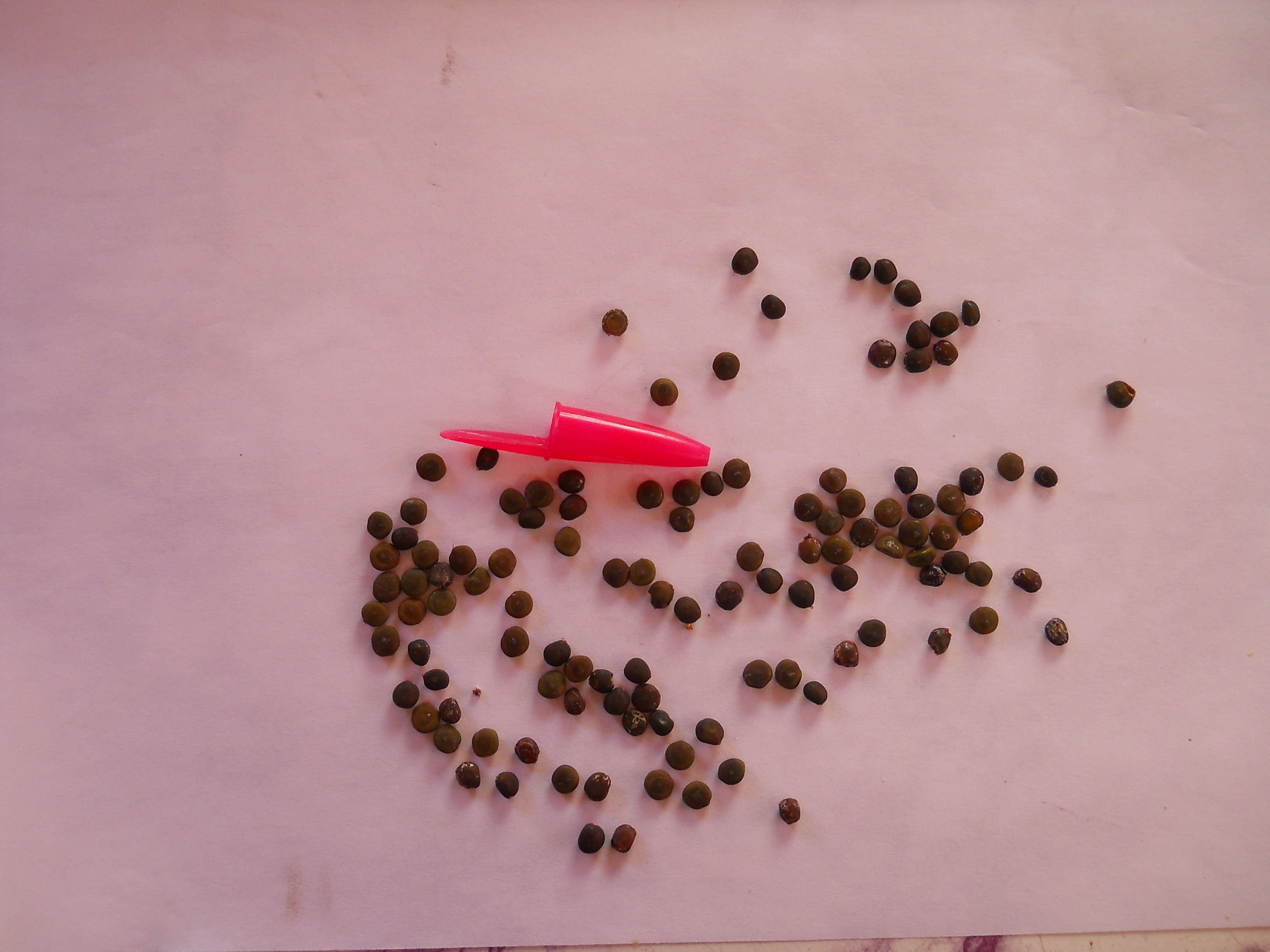
Semillas de tusca

## Descripción
Es un árbol pequeño a mediano, de 2-9 m de altura, copa aparasolada, ramas ascendentes; hojas bipinaticompuestas, caducifolias, alternas o fasciculadas, verdosas intensas, amargas, eje principal de 3-14 cm de largo, cuadrangular, y un surco en la cara superior. 10-20 pares de ejes secundarios, perpendiculares al raquis, cada uno de estos con 15-40 pares de foliolulos, de 2 mm de largo; ramas espinosas cónicas, agudas, de 5-60 mm de largo, blancas, dispuestas de a pares en los nudos; corteza con pequeños puntos claros (lenticelas), castaña oscura, y surcos longitudinales.
Inflorescencia con flores perfectas, completas, diminutas, 4 mm de largo; cáliz y corola tubulares, numerosos estambres, ovario súpero;  en inflorescencias esféricas (capítulos), como pompones, compactas, amarillas, muy perfumadas, en pedúnculos de 2 a 5 cm de largo.
Fruto legumbre indehiscente de color castaño rojiza, afelpada, recta o curva, 5 a 20 x 1 cm, estrangulada entre semilla y semilla, con poca pulpa, dulce. Semillas como porotos, muy duros,  color oscuro.

### Nota
Se confunde con sus parientes: Vachellia macracantha, especie muy afín conocida con el mismo nombre común, con espinas de sección romboidal que la distinguen; y el espinillo blanco (Acacia caven) y espinillo negro (Acacia atramentaria), de hojas más pequeñas, floración más temprana, inflorescencia menos compacta y fruto globoso en el caso del blanco, y alargado, negro y menos compacto, en el caso del espinillo negro.

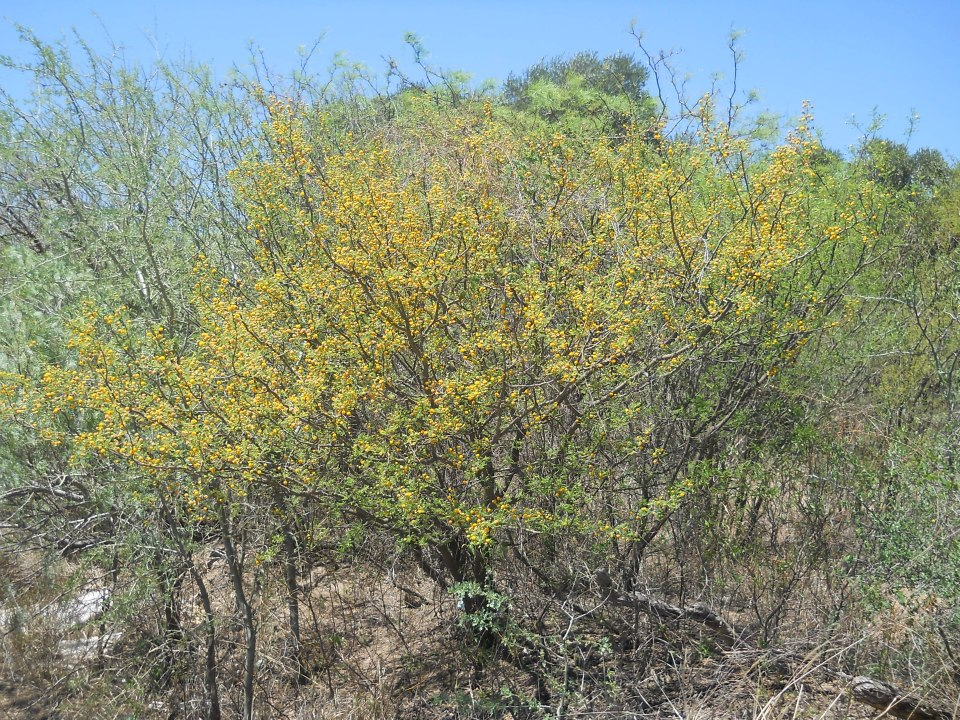
Ejemplar adulto

## Ecología
Especie heliófila, pionera e invasora cuando hay excesiva presencia de ganado. Es dispersada por fauna silvestre y ganado. Resiste muy bien el ramoneo; y sobrevive a las quemas en el bosque chaqueño. Tolera suelos pesados y coloniza campos pisoteados y sobrepastoreados.

## Usos
Posee una madera dura empleada algunas veces para postes y cabos de herramientas, aunque su principal utilidad es como leña. También la floración se aprovecha en apicultura, ya que ofrece mucho néctar y polen.

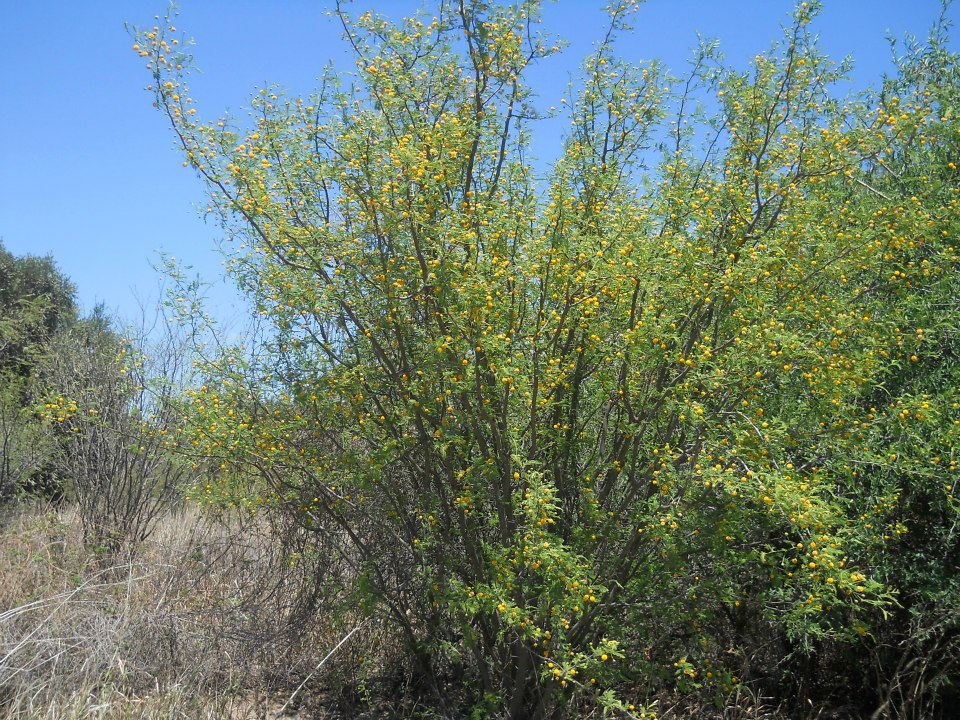
Ejemplar adulto

## Taxonomía
Vachellia aroma fue descrita por Hook. & Arn. y publicado en Botanical Miscellany 3(8): 206. 1833.
Etimología
Ver: Vachellia: Etimología
aroma: epíteto latíno que significa "con aroma"